# 기업보험
기업보험이란 기업이 경영의 목적으로 이용하는 보험을 뜻하는 말이다. 일반 소비자를 상대로 하는 가계보험과 대조된다. 기업 보험은  경영진이  주체가  되는 경 영인  정기보험과  퇴직은퇴플랜이  있으며  임직원들을  주체로  하는 단체보험이  있다

## 판례
대법원은 2000.11.14, 선고, 99다52336, 판결 기업보험을 구분하는 판시를 하였다.
상법 제663조 소정의 보험계약자 등의 불이익변경 금지원칙은 보험계약자와 보험자가 서로 대등한 경제적 지위에서 계약조건을 정하는 이른바 기업보험에 있어서의 보험계약의 체결에 있어서는 그 적용이 배제된다.